# Q-keltische Sprachen
Als q-keltische Sprachen werden alle keltischen Sprachen bezeichnet, in denen der indoeuropäische Labiovelar /kw/ erhalten blieb:
Es ist fraglich, inwieweit die Einteilung der keltischen Sprachen in q-keltische und p-keltische Sprachen sinnvoll ist; vor allem gelangen die goidelischen Sprachen so in eine eng gefasste Gruppe mit dem Keltiberischen, obwohl dieses sonst viele Gemeinsamkeiten mit den anderen festlandkeltischen Sprachen aufweist.

## Gliederung

### Inselkeltisch
Die meisten lebenden q-keltischen Sprachen werden auf den britischen Inseln gesprochen:
- Irisch, Amtssprache in der Republik Irland, 40.000 – 80.000 aktive Muttersprachler
- Schottisch-Gälisch, Amtssprache auf den äußeren und inneren Hebriden und im Nordwesten Schottlands, etwa 57.000 Muttersprachler sowie Kanadisch-Gälisch, im 19. Jahrhundert die dritthäufigste Sprache Kanadas, heute von 500 bis 1000 älteren Muttersprachlern gesprochen
- Manx, ausgestorben im 20. Jahrhundert, zum Teil wiederbelebt
- Shelta, Mischsprache mit starkem gälischen Bezug

### Festlandkeltisch
Die q-keltischen Sprachen auf dem Festland sind ausgestorben. Es gibt nur einen Vertreter dieses keltischen Sprachzweigs, der kaum überliefert ist:
- das Keltiberische

Die anderen festlandkeltischen Sprachen wie das Gallische, das Norische, das Galatische und das Lepontische, die älteste überlieferte Sprache (vom 6. Jahrhundert v. Chr.), gehören zu den p-keltischen Sprachen.

## Geschichte
Das Goidelische gelangte von Irland im Mittelalter ab dem 5. Jahrhundert nach Schottland, wo es sehr lange relativ unverändert blieb. Ab dem 12. Jahrhundert findet man Dokumente, die auf schottischem Gälisch geschrieben wurden. Der erste Nachweis von Manx stammt von John Phillips und seiner Übersetzung des Common Prayer Book von 1610. Die Insel Man wurde im frühen Mittelalter von Irland aus besiedelt.

## Linguistische Besonderheiten
In späteren Sprachstufen der goidelischen Gruppe (ab dem Altirischen) wurde das indoeuropäische Phonem /kw/ je nach Lautumgebung zu /k/ bzw. /k´/ (palatalisiertes, „weiches“ /k/) vereinfacht.
In der Tabelle werden einige Wörter aus dem Goidelischen (Schottisch-Gälisch) und Britischen (Walisisch) gegenübergestellt.
| Schottisch-Gälisch | Walisisch | Deutsch |
| ------------------ | --------- | ------- |
| ceann              | pen       | Kopf    |
| còig               | pump      | fünf    |
| cò                 | pwy       | wer     |